# Kakav
Kakav je posušeno in polno fermentirano seme rastline kakavovca (Theobroma cacao). 
To je grm ali drevo, ki prvotno izhaja iz Južne Amerike. Je vedno zeleno z belimi in rdečimi cvetovi. Povprečno ima grm okoli 40 plodov velikosti srednje velike kumare. Plod je v začetku rasti zelen, nato pa postane rumeno-oranžen, včasih tudi rdeč. Vsak plod vsebuje povprečno 30 semen, ki imajo velikost mandlja. Sadež kakavovca je sestavljen iz grobe usnjate lupine, debele približno 3 centimetre, pod njo pa je sladko sluzasto sadno meso, ki ga v Južni Ameriki imenujejo baba de cacao. Meso obdaja vsako seme posebej in v enem sadežu je lahko 35 do 50 semen, različnih odtenkov rožnato vijoličnih barv. 
Iz teh semen se pridobiva surovi kakav , katerega je potrebno še naprej stiskati, spražiti, zmleti in nadalje predelati v kakavove izdelke. Seme kakavovca vsebuje visok delež maščob in specifični alkaloid teobromin, po katerem je rastlina dobila tudi svoje znanstveno ime.
Prvi je kakavovec z botaničnim imenom poimenoval švedski znanstvenik Linne, ki mu je nadel ime Theobroma cacao ('hrana bogov').

## Zgodovina kakava
Po nekaterih podatkih naj bi bil Krištof Kolumb prvi Evropejec, ki se je srečal z grmom kakavovca, in sicer leta 1502 na Karibih. Tamkajšnji prebivalci so plod tega grma imenovali cacahuatl, iz plodov te rastline so pripravljali pijače, pripravljene pijače pa so se priljubile španskim osvajalcem.
Kakav je  v zgodovini igral veliko vlogo, saj so znani zapisi španskih kronistov o osvajalskem pohodu Hernana Cortesa po Mehiki, ki so opisovali nenavadne običaje Montezuma II, vladarja Aztekov. Ta je dnevno zaužil okoli 50 kakavovih obrokov, začinjenih z vanilijo ali drugimi začimbami, bodisi kot pijačo ali pa hrano postreženo v zlatih kelihih in zaužitih z zlatimi žlicami. Kakavov obrok naj bi bil stepen v rahlo peno, ki se je kar stopila v ustih.
V Evropo je čokolada prispela s pohodi Špancev in postala priljubljeno živilo do sredine 17. stoletja. Španci so grme kakava ponesli tudi v Zahodno Indijo in Filipine.

## Predelava kakava
Kakav je resnično koncentrirana hrana, saj 100 gramov zagotavlja približno 400 kalorij energije- odvisno od stopnje maščob. Najbolj razširjena oblika uživanja kakava je gotovo čokolada. Za izdelavo 1 kg čokolade je potrebno 300 do 600 zrn, odvisno od želene vsebnosti kakava. 

### Postopek obiranja
Ko sadeži kakavovca dozorijo, jih z upognjenimi noži na dolgih palicah posekajo z debla in vej grma. Zreli sadeži so zelene barve, lahko tudi rdeče ali oranžne, vendar pa ti veljajo kot manj kvalitetni zaradi manjše vsebnosti arom in okusa. Običajno so rdeči in oranžni sadeži namenjeni industrijski proizvodnji čokolade. Iz sadežev bodisi takoj odstranijo semena, ki jih fermentirajo, lahko pa fermentacijskemu procesu izpostavijo celoten sadež.

### Postopek sušenja
Obrane sadeže po navadi odprejo z mačetami, odluščijo in zavržejo skorjo, meso in semena pa več dni izpostavljajo vročini. Pri tem poteka tako imenovano "znojenje", kjer se sicer gosto sadno meso zaradi fermentacije utekočini, odkaplja proč, za sabo pa pusti semena, ki jih pridelovalci shranijo za nadaljnje postopke predelave. V nekaterih državah uporabijo tudi utekočinjeno meso (pri destilaciji alkohola).
Za samo kvaliteto semen ima postopek "znojenja" velik pomen – semena imajo prvotno močan trpek, grenak okus, če pa se znojenje prekine, se kvaliteta zmanjša, kar se kaže v okusu, ki postane podoben surovemu krompirju, postane pa tudi bolj dovzeten za napadanje plesni.
Fermentirana zrna sušijo na velikih površinah pod žgočim soncem ali umetno vročino, pri tem pa jih ves čas grabijo, obračajo, terejo in tlačijo, na manjših plantažah pogosto kar z bosimi nogami. Včasih semena med samim transportom poškropijo z rdečo glino zmešano z vodo, s čimer ohranijo finejšo barvo in lesk ter jih tako zaščitijo pred plesnijo v času transporta. 
- Deček pri obiranju kakava
- Sušenje kakava pred cerkvijo, Chuao, Venezuela.
- Ženska pri sušenju kakava

### Končni proizvodi
Ko so surova semena kakavovca fermentirala (na soncu kar na plantažah ali v posebnih bazenih), se nato v tovarnah predelajo v različne izdelke. Med proizvodnjo zrna najprej pražijo, nato jih zdrobijo in oluščijo. Na okus kakava močno vpliva tudi sam postopek praženja, ki ga lahko izvedejo pri še neolupljenih semenih ali ko so ta že zdrobljena. Čas in temperatura tega postopka bistveno vplivata na razvoj okusa – pri krajšem praženju oziroma nižjih temperaturah se razvije bolj kisel, aromatičen okus, pri bolj praženih semenih pa intenzivnejši, bolj grenak okus.Nastale manjše delčke zmeljejo v gosto kremasto pasto, poznano kot čokoladna tekočina ali kakavova pasta. 
Iz kakavove paste nato pridelujejo:
- kakavovo maslo - je brez vonja in okusa, belo-rumene barve, poleg prehrambene industrije se uporablja tudi v kozmetiki,
- kakavove pogače,
- kakavov prah - ima že barvo čokolade,
- čokolada – v kakavovo pasto se zameša kakavovo maslo in sladkor (kot emulgatorje uporabljajo vanilijo in lecitin).

Kakavovemu prašku lahko dodajo alkalna sredstva, s čimer dosežejo, da postane manj kisel, temnejši in sočnejšega okusa, kot je običajno dostopen na svetovnem trgu. Običajni neaalkaljeni kakav je sicer kisel, ko pa mu dodajo alkalna sredstva, na primer kalijev karbonat, se mu zviša pH. Proces naalkaljenja se lahko izvede v različnih fazah predalave, že takoj pri drobljenju, ali kasneje pri izdelavi kakavovih pogač.

## Ugodno delovanje in učinki kakava
Kakav vsebuje visoke deleže flavonoidov, predvsem epikatehina, ki ima ugodne vplive na srce in ožilje.
Uživanje kakava, bogatega s flavonoidi, povzroči akutno povišanje krvnega dušikovega oksida, vazodilatacijo in pospeši mikrocirkulacijo.
Vendar se ti učinki nanašajo na surovi kakav, manj pa na temno čokolado, pri kateri se flavonoidi med procesom kuhanja in naalkaljanja uničijo.  Sicer so pa študije pokazale kratkoročne ugodnosti pri znižanju LDL holesterola pri uživanju temne čokolade.
Vsebnost mleka v mlečni čokoladi zmanjša ugodne učinke kakava, saj se tako delež kakava močno zmanjša, poleg tega pa se poveča delež prisotnih nasičenih maščob.
Kakav vsebuje tudi visoke deleže antioksidantov, kot so epikatehini in polifenoli. Študije so pokazale dvakrat večjo vsebnost antioksidantov v kakavovem prahu kot v rdečem vinu in trikrat večji delež kot v zelenem čaju. Raziskave so tudi pokazale, da hrana, bogata s kakavom, zniža krvni pritisk, medtem ko pitje zelenega in črnega čaja ne povzroča takega učinka.
15-letna študija, objavljena leta 2006, ki je potekala na starejših moških, je pokazala 50 % zmanjšanje umrljivosti zaradi kardiovaskularnih bolezni in 47 % zmanjšanje umrljivosti moških, ki so uživali več kakava, v primerjavi s tistimi, ki so uživali manj kakava.
Ti viri ugotavljajo, da surovi kakav vsebuje:
- preko 300 prepoznavnih substanc,
- številne naravne sestavine, znane kot anti-stres in anti-depresivi kot so serotonin, Tryptophan, Anandamide in Dopamin,
- visoko vsebnost magnezija in
- antioksidantov (skoraj 400 odstotkov več kot npr. borovnice).

Zato še posebej blagodejno vplivajo na zdravje:
- Zaradi odsotnosti mleka je moč antioksidantov v kakavovih zrncih okrepljena.
- Magnezij blagodejno vpliva na delovanje srčne mišice, saj zmanjšuje koagulacijo krvi in znižuje krvni pritisk, 
kar zmanjšuje možnosti za nastanek krvnih strdkov in srčnih kapi. Poleg tega pa magnezij spodbuja delovanje možganov, 
pomaga zmanjševati intenzivnost krčev ob menstruacijah, sprošča mišičevje, pomaga pri gradnji močnih kosti ter povečuje alkalnost, 
kar pomaga pri razstrupljevanju telesa.
- Zdrobljena kakavova zrna imajo rahlo grenak okus, zato so odlična v kombinaciji z bananami, cvetnim prahom ali jagodami. 
Lahko jih vmešamo v kosmiče, jogurt, smoothi-je ali jih uživamo same.

## Čokolada za domače živali
Zaradi visoke vsebnosti ksantinov, predvsem teobromina, je čokolada v visokih dozah za mnoge živali, tudi pse in mačke, lahko škodljivo. Razlog je v neučinkovitem metabolizmu teh snovi pri živalih, ki vodi do srčnih in nevroloških težav. 
Danes že izdelujejo čokolade, ki so varne za domače živali, iz kakavovih derivatov z nižjim deležem ksantinov, sladkorja in drugih ogljikovih hidratov, predvsem pa z višjim deležem vlaknin in beljakovin.